# Remanentie

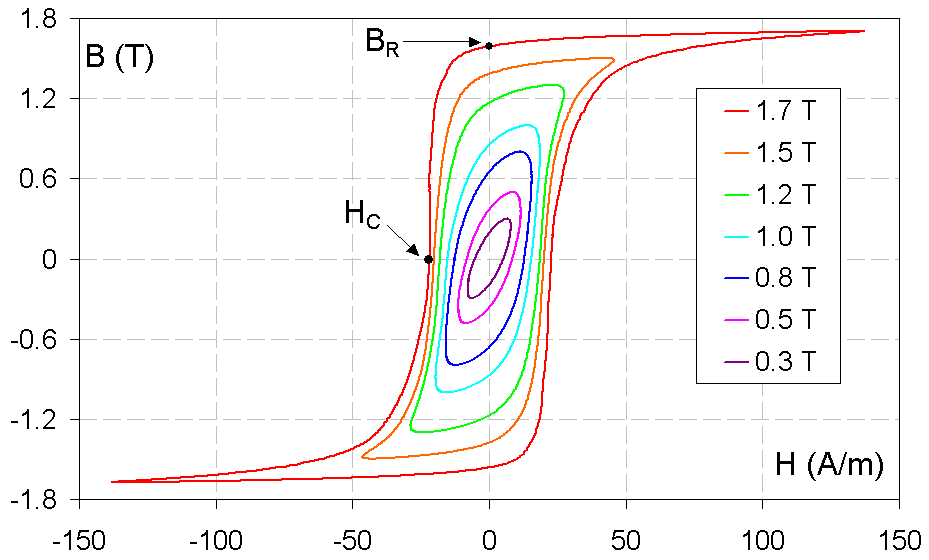
Hysteresislussen voor weekijzer (B_{R} is de remanentie en H_{C} is de coërcitieve veldsterkte.

Remanentie is de magnetische fluxdichtheid die achterblijft in gemagnetiseerd materiaal wanneer een extern aangelegd magnetisch veld wordt weggehaald (H = 0, zie afbeelding rechts). Hoe groter de remanentie, hoe sterker de magneet. De term 'remanentie' is afgeleid via 'remanent' van het Latijnse remanens: overschot, rest. 
Remanentie wordt ook wel remanent magnetisme of remanente inductie genoemd en heeft als eenheid de tesla. De waarde (BR) kan afgeleid worden uit de hysteresislus (of BH-curve) daar waar de lijn de y-as snijdt.
- Materialen - hardmagnetisch - met hoge remanentie worden gebruikt voor permanente magneten en voor magnetische registratie (diskette's, harde schijven, audio- en videobanden).
- Materialen - zachtmagnetisch - met lage remanentie worden gebruikt als kern in elektromagneten.

De veldsterkte HC (zie afbeelding rechts) is de 'coërcitieve of dwingende veldsterkte die nodig is om een magneet volledig te demagnetiseren (zodat B = 0). Eenvoudig gezegd: hoe hoger de coërciviteit van een magneet, hoe beter een magneet zijn magnetisering behoudt, wanneer hij aan een tegenwerkend magneetveld wordt blootgesteld.

## Oorzaak
Remanentie wordt veroorzaakt door gebieden van Weiss die in de kristallijne structuur van het magnetisch materiaal aanwezig zijn. Normaal zijn deze gebiedjes in willekeurige richtingen gemagnetiseerd zodat ze elkaars magnetische werking opheffen. Wordt het materiaal in een extern magnetisch veld gebracht dan richten de meeste Weiss-gebiedjes zich naar dit veld. [Wat vaker gebeurt is dat de grenzen (Bloch-wanden) tussen de gebiedjes zich verplaatsen en wel zo dat die gebiedjes waarvan de magnetische oriëntatie evenwijzig met het externe veld groter worden ten koste van de andere gebiedjes.]
Het aantal gebiedjes dat zich in de juiste richting wordt gezet is afhankelijk van de aangelegde magnetische veldsterkte en gaat door totdat alle gebieden zijn gericht. We spreken van dat het materiaal (magnetisch) verzadigd is. Wordt het magnetisch veld weggehaald dan behouden bepaalde Weiss-gebiedjes hun richting. Het materiaal heeft nu het eerder aangenomen magnetisme behouden, ofwel het materiaal is remanent gemagnetiseerd. De mate van remanentie is sterk afhankelijk van de moleculaire opbouw van het ferromagnetisch materiaal. Zo is bij weekijzer onder andere het koolstofgehalte van het ijzer bepalend.

## Zelfbekrachting
De meeste elektriciteitsgeneratoren hebben om te kunnen werken gelijkstroom nodig voor de bekrachtiging van de elektromagneet. De machine wekt die bekrachtigingsstroom zelf op, gebruikmakend van het remanent of achterblijvend magnetisme. Als de machine stilstaat is er geen bekrachtigingsstroom. De elektromagneet is echter nog een klein beetje magnetisch en dit magnetische veld is voldoende om een zwakke stroom te produceren, die dan toegevoerd wordt aan de elektromagneet. Daardoor wordt die alsmaar sterker tot aan verzadiging.